# 594 a.C.

## Eventos
- Solon, arconte de Atenas.[1]
- Apriés, conhecido nas escrituras como Hofra, sucede seu pai Plâmis como faraó do Egito. Ele reinou por vinte e cinco anos.[2][Nota 1]
- Ezequiel, após haver passado trezentos e noventa dias deitado do seu lado esquerdo, se vira para a direta e fica deitado mais quarenta dias.[2] Ele fez isto para representar, respectivamente, a iniquidade dos reinos de Israel e Judá, cada dia representando um ano.[3]
- 22 de setembro, uma quarta-feira, no quinto dia do sexto ano da captividade de Jeconias, Deus leva Ezequiel em espírito para Jerusalém, e mostra a idolatria praticada na cidade, e as pragas que a afetarão.[2]
- Após ter a visão da morte de Pelatias,[2] um dos homens de Jerusalém que eram iníquos e perversos,[4] Ezequiel é trazido de volta à Caldeia e conta suas visões ao povo.[2]
- Deus revela a Ezequiel o que acontecerá com Zedequias: ele tentará fugir à noite, mas terá seus olhos vazados, será levado cativo e morrerá na Babilônia.[2]
- Zedequias quebra o juramento que havia feito e se rebela contra Nabucodonosor.[2]
- Mimnermo, poeta de Colofão ou de Esmirna, compôs elegias, e alguns versos contra Solon, que sobreviveram.[5]

## Mortes
- Plammis, faraó do Egito, logo após retornar de uma expedição contra a Etiópia. Ele é sucedido por seu filho Apriés.[2]
- Pelatias, filho de Benaias, príncipe do povo, em Jerusalém.[2]